# Yapigios
Los yapigios o yápigos (en griego antiguo Ἰάπυγες, en latín Ĭāpyges. en umbro Iabuscer) fueron un antiguo pueblo indoeuropeo de probable origen ilirio que se estableció, durante el II milenio a. C., en la actual región italiana de Apulia (conocida en la Antigüedad como Yapigia), mezclándose inicialmente con los ausonios (preexistente pueblo itálico de estirpe latino-falisca) y, posteriormente, con los italiotas de la Magna Grecia; hasta ser federados por los romanos a principios del siglo III a. C., y luego definitivamente asimilados por estos últimos mediante la obtención de la plena ciudadanía romana tras la guerra Social, a principios del siglo I a. C.
Algunas fuentes antiguas tratan a los yapigios y mesapios como sinónimos, y varios escritores de la época romana se referían a ellos como Apuli en el norte, Poediculi en el centro, y Sallentini o Calabri en el sur. Estas discrepancias en los exónimos y endónimos pueden indicar que las estructuras subétnicas yapigias eran inestables y a veces fragmentadas. A mediados del siglo III a. C., los observadores contemporáneos dividían generalmente a los yapigios en tres pueblos: los daunios en el norte, los peucetios en el centro y los mesapios en el sur.

## Nombre
La región era conocida por los griegos del siglo V a. C. como Iapygía (Ἰαπυγία), y sus habitantes como los Iápyges (Ἰάπυγες). Probablemente era el término que utilizaban los indígenas para designarse a sí mismos. El nombre Iapyges también se ha comparado con el de los yápodes, una tribu iliria del norte de Dalmacia.
Algunas fuentes antiguas tratan a y mesapios como sinónimos, y varios escritores de la época romana se referían a ellos como apuli en el norte, poediculi en el centro, y sallentini o calabri en el sur. Estas discrepancias en los exónimos y endónimos pueden indicar que las estructuras subétnicas yapigias eran inestables y a veces fragmentadas. A mediados del siglo III a. C., los observadores contemporáneos dividían generalmente a los yapigios en tres pueblos: los daunios en el norte, los peucetios en el centro y los mesapios en el sur.

## Geografía

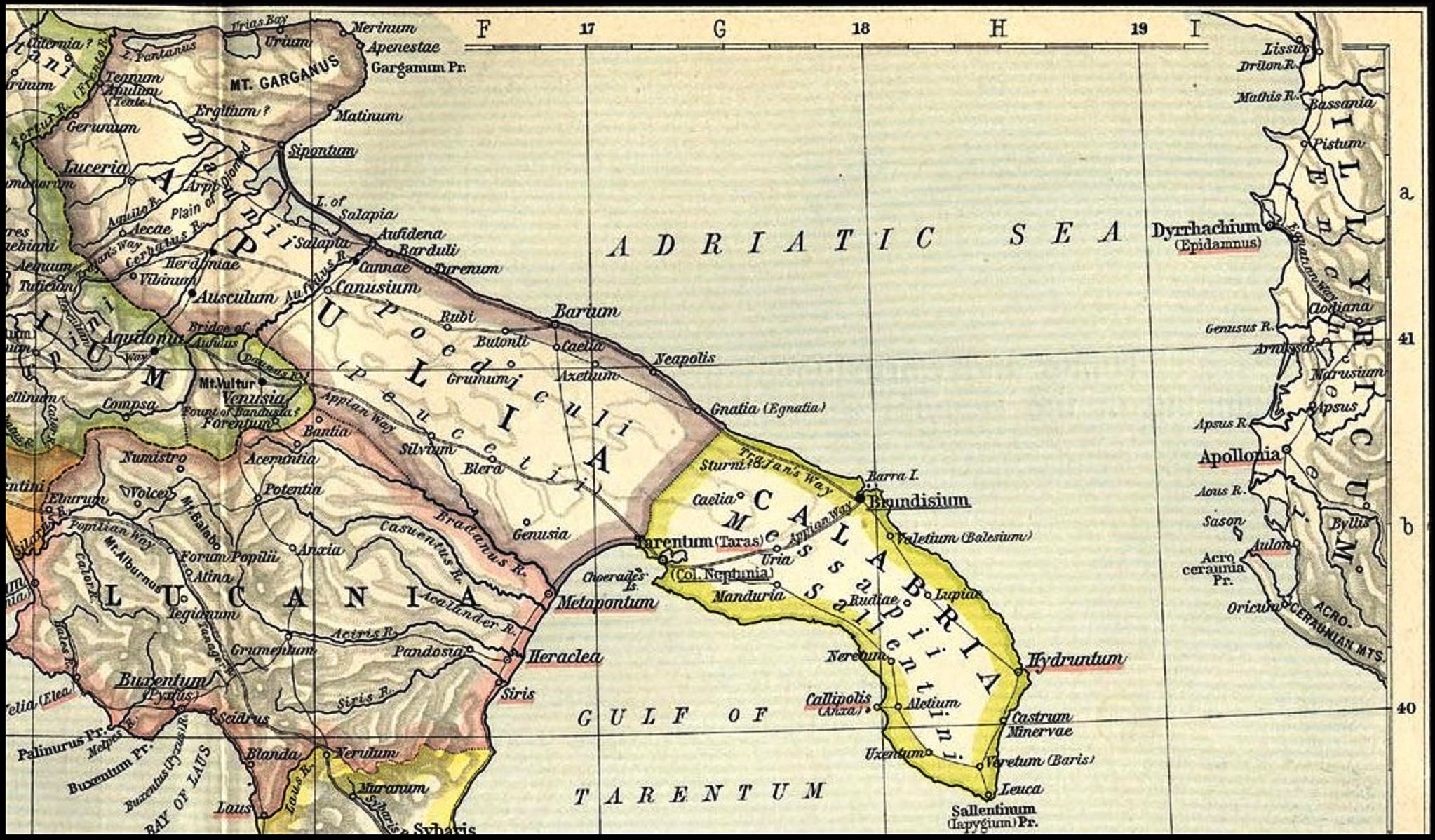
Apulia y Calabria, recortado de "Map of Ancient Italy, Southern Part", de William R. Shepherd, 1911.

Yapigia (actual Apulia) estaba situada en el sureste de la península itálica, entre los Apeninos y el mar Adriático.
La zona noreste de la región, dominada por el macizo del monte Gargano (m), era en gran parte inadecuada para la agricultura y abandonada a los bosques. Al sur y al oeste del Gargano se extendía la mayor llanura de la Italia peninsular, la Tavoliere delle Puglie. Aunque está formada principalmente por arenas y gravas, la llanura también está surcada por varios ríos. Antiguamente, la tierra era la más adecuada para el cultivo de cereales y, sobre todo, para el pastoreo de ovejas en invierno. El río Ofanto, uno de los más largos de la península itálica, marcaba el límite meridional de la llanura. A pesar de su nombre, los impenetrables montes Daunos (1152 m), al oeste de la llanura, estaban fuertemente controlados por los hirpinos, una tribu de idioma osco que hablaba samnita.
Yapigia central estaba formada por la meseta de Murgia (686 m), una zona pobre en ríos. La mitad occidental del macizo solo era apta para el pastoreo de ovejas; más cerca del mar, la tierra estaba más adaptada al cultivo, y probablemente se utilizó en la antigüedad para producir cereales.
En la península de Salento, el paisaje era más variado, aunque todavía sin formación fluvial. Se sabe que en esta zona se cultivaban aceitunas durante la época prerromana, pero la escala de la producción es incierta. Varias colonias de la Magna Grecia estaban situadas en la costa del golfo de Tarento, cerca de los indígenas mesapios del sur de Yapigia, entre las que destacan Taras, fundada a finales del siglo VIII a. C., y Metaponto, fundada a finales del siglo VII a. C.

## Cultura

### Lengua

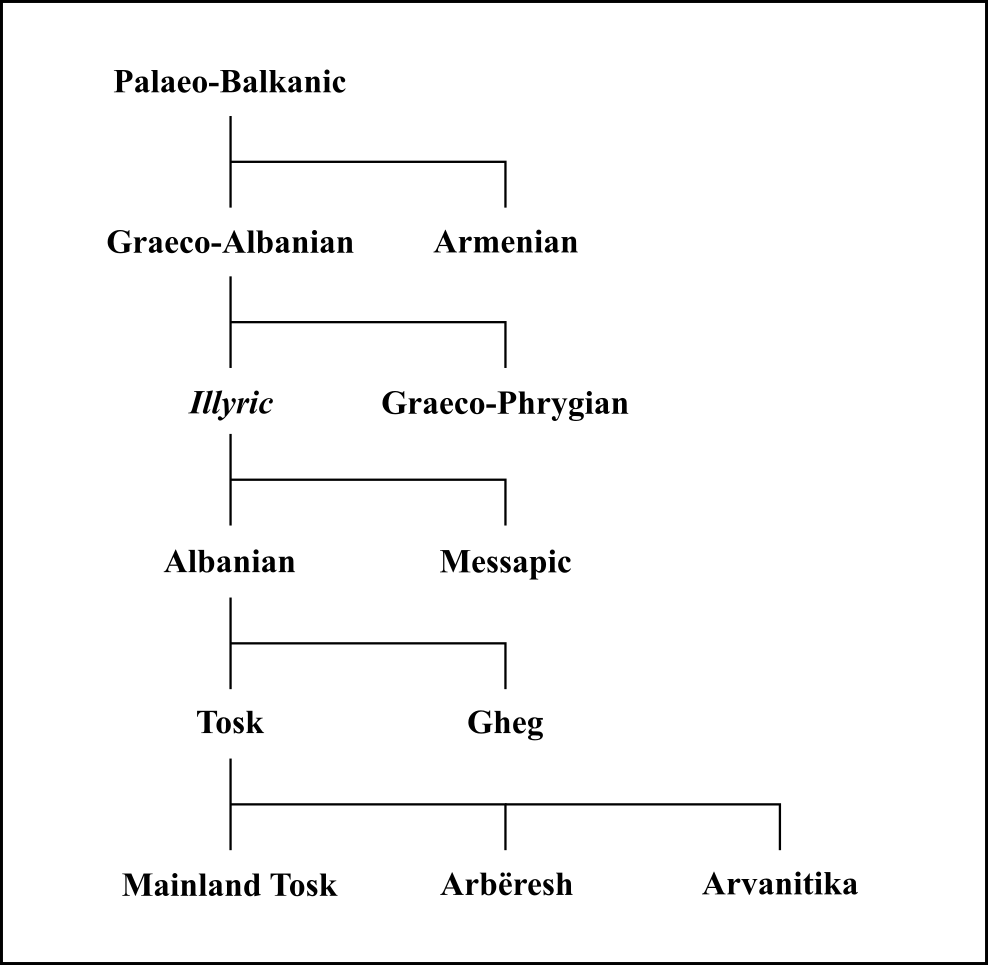
Mesapio en la rama paleobalcánica basado en "The Indo-European Language Family" de Brian D. Joseph y Adam Hyllested (2022).

Los yapigios eran una «comunidad lingüística relativamente homogénea» que hablaba una lengua no itálica, lengua indoeuropea, comúnmente llamada mesapio. La lengua, escrita en variantes del alfabeto griego, está atestiguada desde mediados del siglo VI hasta finales del siglo II a. C.. Algunos estudiosos han argumentado que se debería preferir el término «lenguas iapigias» para referirse a esos dialectos, y reservar el término «mesapio» a las inscripciones encontradas en la península del Salento, donde el pueblo específico de los mesapios habitaba en la época prerromana. La lengua más cercana al mesápico es el albanés, con el que forma una rama común llamada ilírico en Hyllested & Joseph (2022). Hyllested & Joseph (2022), de acuerdo con la bibliografía reciente, identifican el greco-frigio como la rama de la IE más próxima a la albano-mesapia. Estas dos ramas forman una agrupación del áreal —que a menudo se denomina «IE balcánico-» con el armenio.
Durante el siglo VI a. C. , Mesapia, y más marginalmente Peucetia, sufrieron influencias culturales helenizantes, procedentes principalmente de la cercana Taras. En este periodo se introdujo el uso de sistemas de escritura, con la adquisición del alfabeto laconio-tarentino y su adaptación a la lengua mesapia. La segunda gran oleada helenizadora se produjo durante el siglo IV a. C., esta vez también en Daunia, y marcó el inicio de los registros epigráficos peucetios y daunios, en una variante local del alfabeto helenístico que sustituyó a la antigua escritura mesapia
Desde su asentamiento, Mesapia estuvo en contacto con las lenguas itálicas de la región. En los siglos anteriores a la anexión romana, la frontera entre el mesapio y la osco pasaba por Frentania-Irpinia-Lucania-Apulia. Poco a poco se fue produciendo un proceso de «osconización» y «samnitización» que las fuentes contemporáneas atestiguan con la doble identidad de los asentamientos. En estas regiones se mezclaron de diferentes maneras una población osco/lucana y un gran elemento daunio. Larinum, un asentamiento que ha dado lugar a una gran cantidad de onomástica oscana, se describe como una ciudad «daunia», y Horacio, que procedía de Venusia, en la zona transfronteriza entre los daunios y los lucanos, se describía a sí mismo como «lucano o apulio»" La creación de colonias romanas en el sur de Italia después de principios del siglo IV a. C. tuvo un gran impacto en la latinización de la zona.
En el siglo IV a. C., las inscripciones del centro de Yapygia sugieren que la clase artesana local había adquirido cierto dominio del griego, mientras que toda la élite regional estaba acostumbrada a aprender latín en el siglo III a. C.. El idioma osco también se generalizó después de que los pueblos itálicos ocuparan el territorio en ese periodo. Junto con los dialectos mesapios, el griego, el osco y el latín se hablaban y escribían juntos en toda la región de Yapigia durante el periodo de romanización, y el bilingüismo en griego y mespio era probablemente común en la península de Salento.

## Religión
La religión tardorromana de los yapigios aparece como un sustrato de creencias indígenas mezcladas con elementos griegos. La conquista romana aceleró probablemente la helenización de una región ya influida por los contactos con Magna Grecia a partir del siglo VIII a. C... Así, Afrodita y Atenea eran veneradas en Yapigia como Aprodita y Athana, respectivamente. Algunas deidades de origen nativo también han sido destacadas por los estudiosos, como Zis ('dios del cielo'), Menzanas ('señor de los caballos'), Venas ('deseo'), Taotor ('el pueblo, comunidad'), y quizás Damatura ('madre-tierra').

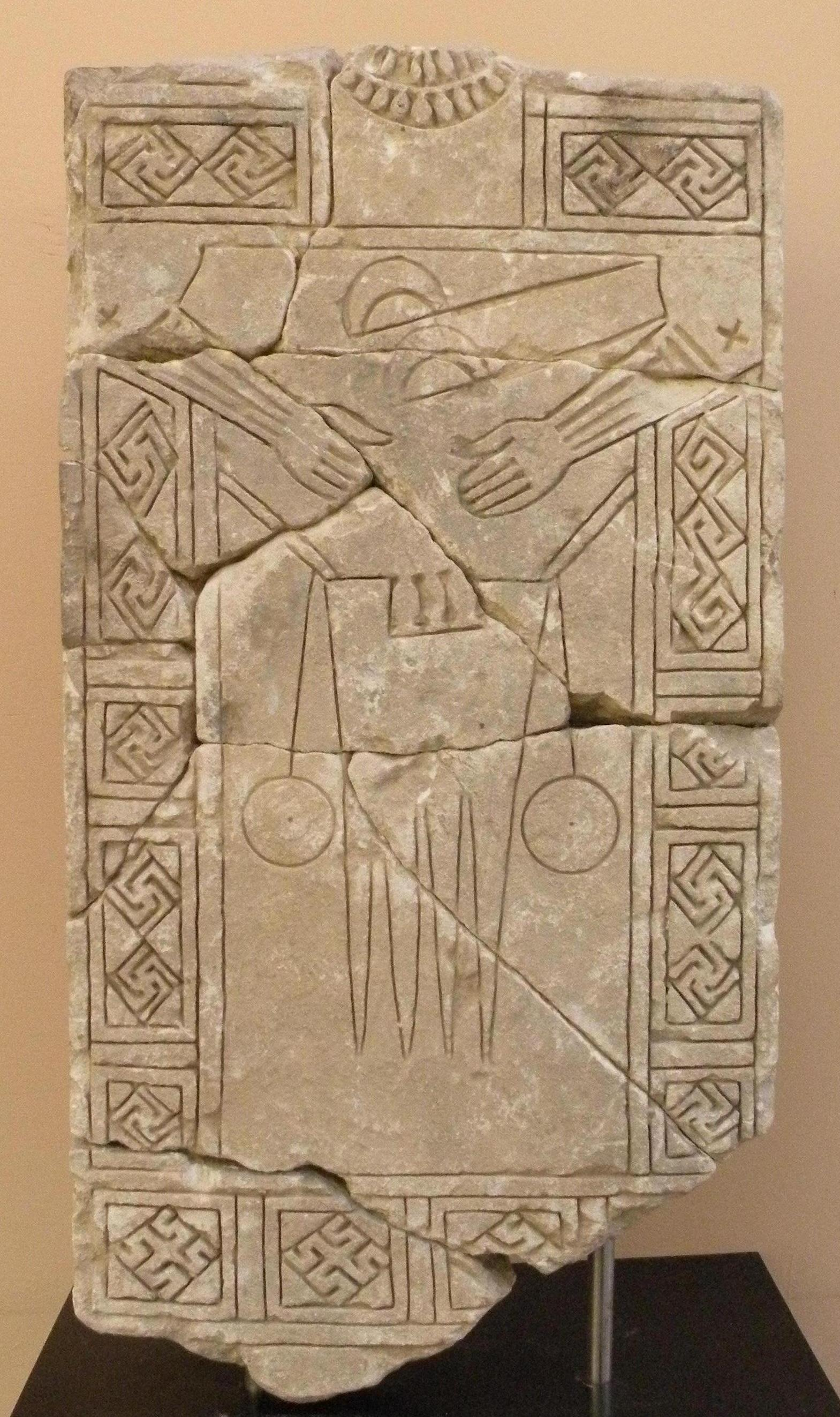
Estelas antropomorfas de Daunia (610-550 a. C.).

Los cultos religiosos prerromanos también han dejado pocos vestigios materiales. Las pruebas conservadas indican que las creencias indígenas de los yapigios incluían sacrificios de caballos vivos al dios Menzanas, el cumplimiento de oráculos para cualquiera que durmiera envuelto en la piel de una oveja sacrificada, y los poderes curativos de las aguas en el herõon del dios Podalirio, conservados en relatos griegos. En la costa se han identificado varios santuarios rupestres, entre los que destaca el de Grotta Porcinara (Santa María de Leuca), en el que tanto los marinos mesapios como los griegos solían escribir sus votos en las paredes.
Es probable que los peucetios no tuvieran un culto cívico que requiriera edificios públicos, y si se han identificado santuarios urbanos en Daunia (en Teanum Apulum, Lavello o Canosa), no se encuentran edificios antes del periodo de romanización.

### Vestimenta
Los pueblos de Yapigia se caracterizaban por su vestimenta ornamental. En el siglo VII a. C. , la aristocracia daunia vestía trajes muy ornamentados y muchas joyas, una costumbre que persistió en el periodo clásico, con representaciones de yapigios con el pelo largo, vistiendo túnicas cortas muy estampadas con elaborados flecos. A las mujeres jóvenes se las representaba con largas túnicas ceñidas a la cintura, generalmente con una diadema. En ocasiones rituales o ceremoniales, las mujeres de Yapigia central llevaban una forma distintiva de manto sobre la cabeza que dejaba visible la diadema por encima de la frente.

### Enterramientos
Las tradiciones funerarias de Yapigia eran distintas de las de los pueblos itálicos vecinos: mientras que estos últimos desterraban los entierros de adultos a los márgenes de sus asentamientos, los habitantes de Yapigia enterraban a sus muertos tanto fuera como dentro de sus propios asentamientos. Aunque las mujeres podían ser enterradas ocasionalmente con armas y armaduras, este tipo de ajuar se reservaba normalmente para los funerales masculinos.
Hasta finales del siglo IV a. C., la práctica habitual entre los daunios y los peucetios era depositar el cadáver en posición fetal con las piernas recogidas hacia el pecho, simbolizando quizá el renacimiento del alma en el vientre de la Madre Tierra. Los mesapios, por el contrario, colocaban a sus muertos en posición extendida, al igual que otros pueblos itálicos. A partir del siglo III a. C., en Daunia y Peucetia empezaron a aparecer los enterramientos extendidos con el cuerpo tumbado boca arriba, aunque la costumbre anterior pervivió hasta bien entrado el siglo II a. C.  en algunas zonas.

## Historia

### Origen
La opinión dominante entre los estudiosos, ya mencionada por fuentes antiguas y apoyada por pruebas arqueológicas, es que los yapigios eran probablemente ilirios del sur que emigraron desde los Balcanes occidentales hacia el sureste de Italia a principios del primer milenio a. C.

Migraciones yapigias a principios del primer milenio a. C.

### Período prerromano
Lo más probable es que los yapigios abandonaron las costas orientales del mar Adriático para dirigirse a Italia a partir del siglo XI a. C., fusionándose con las culturas preexistentes de los itálicas y de la micénica y dejando una huella cultural y lingüística decisiva. En la primera fase de su desarrollo, los tres principales grupos tribales del yapigios  (daunios, peucetios y mesapios) mantuvieron una notable unidad cultural. Sin embargo, a partir del siglo VIII a. C., iniciaron una fase marcada por un proceso de diferenciación debido a causas internas y externas.
Los contactos entre mesapios y griegos se intensificaron después de finales del siglo VIII a. C. y la fundación de la colonia espartana de Taras, precedida por anteriores incursiones micénicas precoloniales durante las cuales el emplazamiento de Taras parece haber desempeñado ya un papel importante. Sin embargo, hasta finales del siglo VII, Iapygia no estuvo incluida en el área de influencia de las coloniales griegas y, a excepción de Taras, sus habitantes pudieron evitar otras colonias griegas de la región. Durante el siglo VI a. C., Mesapia, y más marginalmente Peucetia, sufrieron influencias culturales helenizantes, principalmente de la cercana Taras.

### Conquista romana
La conquista romana de Yapigia comenzó a finales del siglo IV a. C., con el sometimiento de los canusinos y los teanenses. Preparó el camino para la hegemonía romana en toda la península, ya que utilizaron su progresión en la región para contener el poder de los samnitas y cercar su territorio durante las guerras samnitas.

## Organización social
En la primera época, el sistema de vivienda de los yapigios estaba formado por pequeños grupos de cabañas dispersas por el territorio, a diferencia de la posterior tradición grecorromana de las ciudades. Los habitantes de los distritos rurales se reunían para tomar decisiones comunes, celebrar fiestas, realizar prácticas y ritos religiosos y defenderse de ataques externos.
A partir del siglo VI a. C.., los asentamientos grandes pero escasamente ocupados que se habían fundado a principios del primer milenio a. C. comenzaron a adoptar una forma más estructurada. Los más grandes adquirieron gradualmente la capacidad administrativa y la mano de obra necesarias para erigir murallas defensivas de piedra y, con el tiempo, acuñar sus propias monedas, lo que indicaba tanto la urbanización como la afirmación de la autonomía política.
Según Tucídides, algunas de estas comunidades yapigias estaban gobernadas por poderosos individuos a finales del siglo V a. C. Un pequeño número de ellas se habían convertido en asentamientos fortificados tan grandes que probablemente se consideraban ciudades-estado autónomas a finales del siglo IV, a. C., y algunas de las ciudades del norte parecían controlar un extenso territorio durante ese período. Arpi, que tenía las mayores murallas de tierra de Yapigia en la Edad del Hierro, y Canusium, cuyo territorio probablemente se extendía a lo largo del río Ofanto desde la costa hasta Venusia, parecen haberse convertido en potencias hegemónicas regionales.
Esta jerarquía regional del poder urbano, en la que unas pocas ciudades-estado dominantes competían entre sí para afirmar su propia hegemonía sobre unos recursos limitados, condujo con toda probabilidad a frecuentes guerras intestinas entre los diversos grupos yapigios, y a conflictos externos entre ellos y las comunidades extranjeras.

## Guerra
Como demuestran los objetos encontrados en las tumbas y los guerreros representados en las pinturas de vasos con figuras rojas, los yapigios luchaban sin más armadura defensiva que un escudo, a veces un casco de cuero y una coraza, excepcionalmente una coraza. Su arma más frecuente era la lanza, seguida de la jabalina, mientras que las espadas eran relativamente raras. Los cinturones de bronce también eran un elemento común encontrado en las tumbas de los guerreros.
Las escenas de combate representadas en las pinturas de los vasos con figuras rojas también demuestran que las distintas comunidades de Yapygia entraban frecuentemente en conflicto entre sí, y que los prisioneros de guerra eran tomados como rescate o para ser vendidos como esclavos.

## Economía

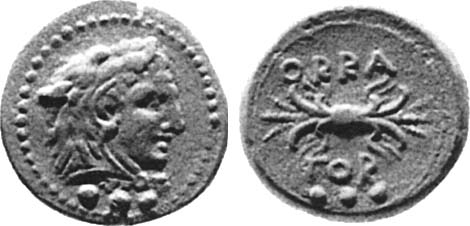
Moneda romana que representa a Hércules, procedente de Oria, la ciudad más antigua de Yapigia.

La evidencia arqueológica sugiere que la trashumancia se practicaba en la Yapigia prerromana durante el primer milenio a. C., y que amplias zonas de la región estaban reservadas para proporcionar pastos a las ovejas trashumantes. En efecto, el tejido era una actividad importante en el siglo V a. C. y  el siglo  a. C. El tejido de lana se comercializaba con toda probabilidad en la colonia griega de Tarento, y el destino invernal de la pastoricia yapigia se situaba probablemente en la llanura de Tavoliere, donde la industria del tejido ya estaba bien desarrollada en el siglo VII o principios del siglo VI a. C., como demuestra la representación de tejedoras trabajando en una estela.